# ホームズの帽子
「ホームズの帽子」（ホームズのぼうし）は、吸血鬼一族の物語を描いた萩尾望都のファンタジー漫画作品『ポーの一族』シリーズのうち、『別冊少女コミック』1975年11月号に掲載された短編作品である。
『ポーの一族』シリーズの第13作にあたり、第9作「リデル・森の中」と第10作「ランプトンは語る」の中で語られているジョン・オービンとエドガー・ポーツネルの出会いを描いた作品である。
ストーリーは、これまで魔物の伝説を追いかけてきたオービンが、結婚を機に堅実な人生を歩もうと決心したその夜、彼の前に現れたエドガーが魔物に間違いないと直感し、再び魔物を追うことになるというもので、中盤までは比較的コミカルに進行するが、終盤で不気味な展開を見せる。

## あらすじ
1934年、ロンドンにて、髪を長く伸ばしてシャーロック・ホームズの帽子をかぶったジョン・オービンが、バスの中で1人の少年に「長い髪だね、あなた人間？」「魔法使いの目をしてる」と声をかけられる。しかし、オービンは髪を切って「魔法使い」を廃業しようとするところであった。長年にわたり魔物の伝説を追い求め、髪の長い方が霊感が働くという理由で伸ばしてきたオービンは6年前、雑誌社のジェルソン社長の娘、イゾルデにプロポーズしたところ、「あなたが髪を切ったらね」と言われ、そのときは結婚を諦めたが、マック編集長から新刊誌『怪奇と幻想』の企画会議に誘われた際に降霊術師のクレイバスがイゾルデに言い寄っているとの話を聞き、いよいよ身を固めようと決心したのであった。
そうして髪を切ってジェルソン社長宅に乗り込んだオービンだが、そこでクレイバスと鉢合わせし、さらにそこにバスの中でオービンに話しかけてきた少年、エドガーが現れた。
やがて始まった企画会議の最中、エドガーに降霊術のほとんどが自己催眠だと挑発されたクレイバスが、自分は本当に霊力のある降霊術師だと主張したことから、マック編集長が本当に霊を呼び出して『怪奇と幻想』の創刊トップに実体験を載せることを提案する。そうして降霊会を始めることになり、ろうそくの灯りだけの暗い部屋の中、クレイバスに亡くなった身内の名前を挙げるよう指名されたエドガーは、妹のメリーベルの名を挙げる。ところが小声で呪文を唱えていたクレイバスの首が消えると同時にろうそくの炎も消え、部屋の中は悲鳴と混乱に陥る。明かりをつけたときにはクレイバスの姿はなく、皆が彼の行方に気をとられているとき、オービンはふとエドガーの表情に魔性の気配を感じる。
そのとき、2階の書庫に人影があり、皆が部屋に集まると何者かが書棚を荒らした跡があった。エドガーを捜しに飛び出そうとするオービンをイゾルデが引き止めるが、オービンは「クレイバスは消えたんだ!! あの子は魔物だぞ!!」と叫んで彼女を振り払い、夜の街に駆け出してゆく。
一方エドガーは、ジェルソン社長宅の書庫から不死人の伝説の本を盗み出してきたアラン・トワイライトと合流するが、その本の伝説は彼ら「ポーの一族」の話ではなかった。そして2人はクリスマスをロンドンで過ごそうと話し合いながら、その場を立ち去る。

## ホームズの「帽子」について

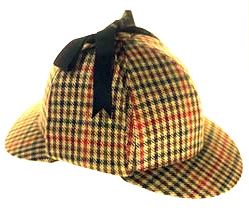
鹿撃ち帽

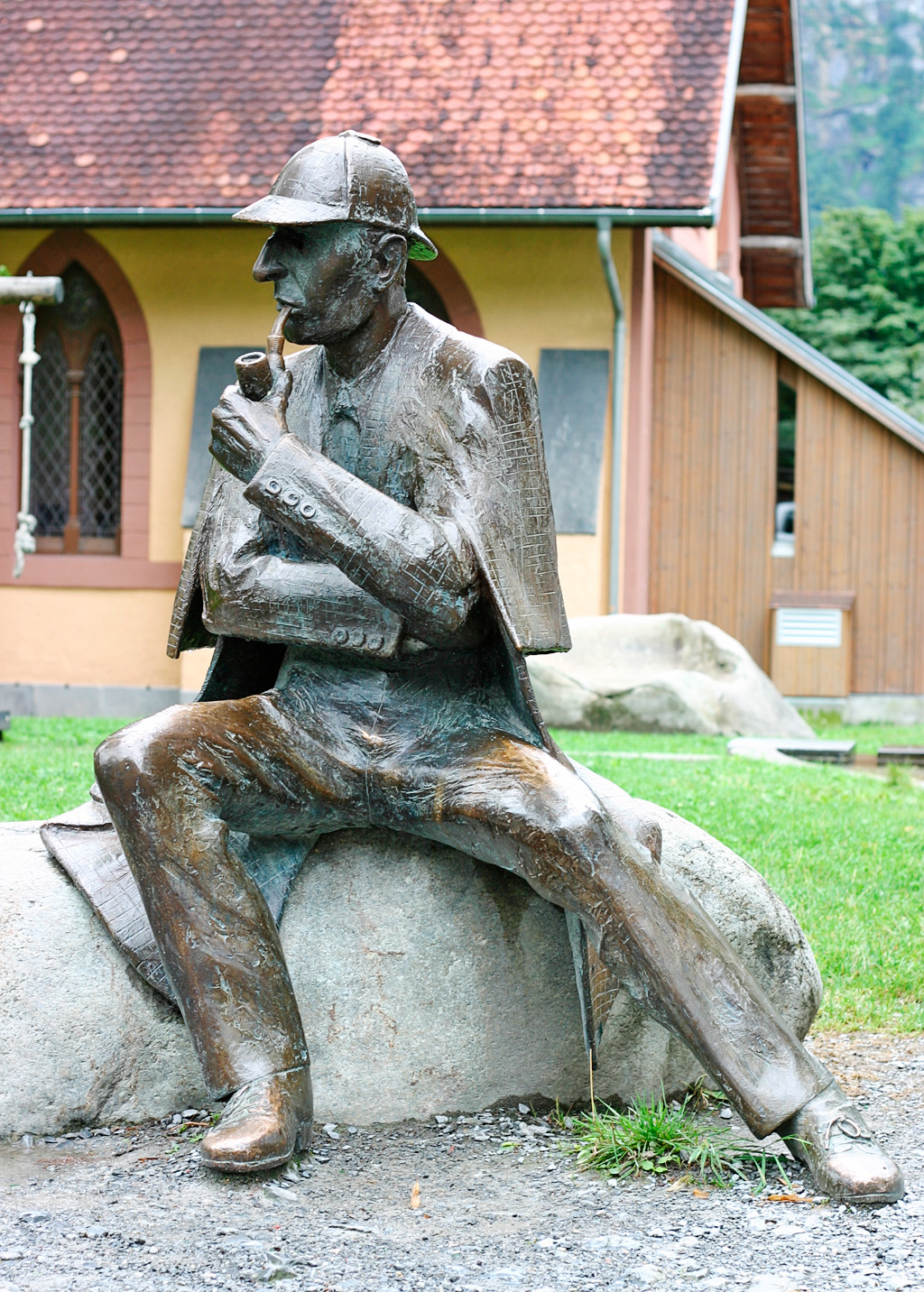
スイスのマイリンゲンにあるホームズ像。鹿撃ち帽をかぶりインバネスコートを羽織って、パイプをくわえている。

表題名であり、作品中にも言及されるホームズの「帽子」とは、アーサー・コナン・ドイルの探偵小説に登場する名探偵シャーロック・ホームズのトレードマークの1つである鹿撃ち帽のことである。作品中ではジョン・オービンがこの帽子をかぶっている他は、ストーリーには関係しない。
なお、本作の前月号にあたる『別冊少女コミック』1975年10月号に掲載されている次月号予告には、鹿撃ち帽をかぶりインバネスコートを羽織ってパイプをくわえるという、シャーロック・ホームズの扮装をしたエドガーが描かれている。